# مخيم سياحي

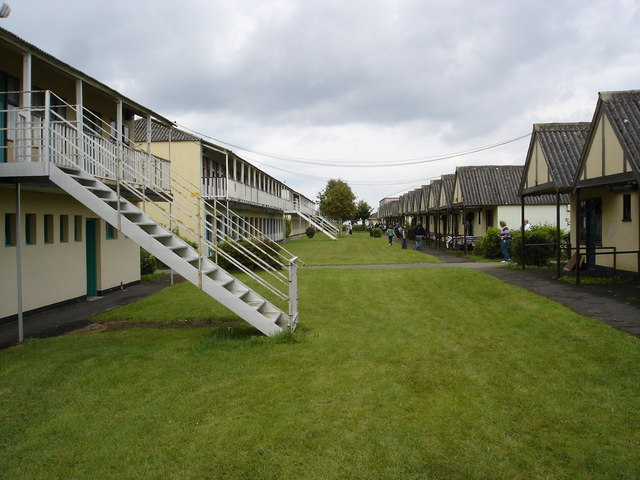
تُظهِر هذه الصورة لبوتلين في موسني صفوف المستجمات التي عُثر عليها في مخيمات الاستجمام التابعة للشركة حتى ثمانينيات القرن الماضي

المخيم السياحي أو مخيم الاستجمام هو نوع من أماكن الإقامة لقضاء العطلات الذي يشجع المصطافين على البقاء داخل حدود الموقع ويتيح لهم وسائل الترفيه والمرافق طوال اليوم.
تتكون أماكن الإقامة وبخلاف التخييم عادة من مستجمات ومباني إقامة مرتبة فرادى أو في كتل. أضافت العديد من المخيمات من الستينيات فصاعدًا منازل متنقلة ثابتة.